# Iðavöllr
Iðavöllr of Idavoll (ook wel het Ida veld of Idaveld) is in de Noordse mythologie het centrale plein in Asgaard. Idavoll wordt genoemd in de Völuspá.
Odin liet in Idavoll twee tempelpaleizen bouwen: Gladsheimr voor de Asen en Vingólf voor de Ásynjas. Na de Ragnarok zal dit het enige zijn dat van Asgaard overblijft. De overlevenden van de Ragnarok zullen een nieuwe wereld maken vanaf Idavoll, beginnend met Gimlé.